# Cathédrale Alexandre-Nevski de Tallinn
Cette  cathédrale ne doit pas être confondue avec une autre cathédrale de Tallinn.
 D’autres cathédrales portent le nom de cathédrale Saint-Alexandre-Nevski.
La cathédrale Alexandre-Nevski est la cathédrale orthodoxe de Tallinn. Elle dépend de l'Église orthodoxe d'Estonie (patriarcat de Moscou).
Elle a été construite entre 1895 et 1900 dans le cadre de la politique de russification forcée de l'Estonie initiée par Alexandre III.
Elle est l'œuvre de l'architecte Mikhaïl Préobrajenski.

## Histoire

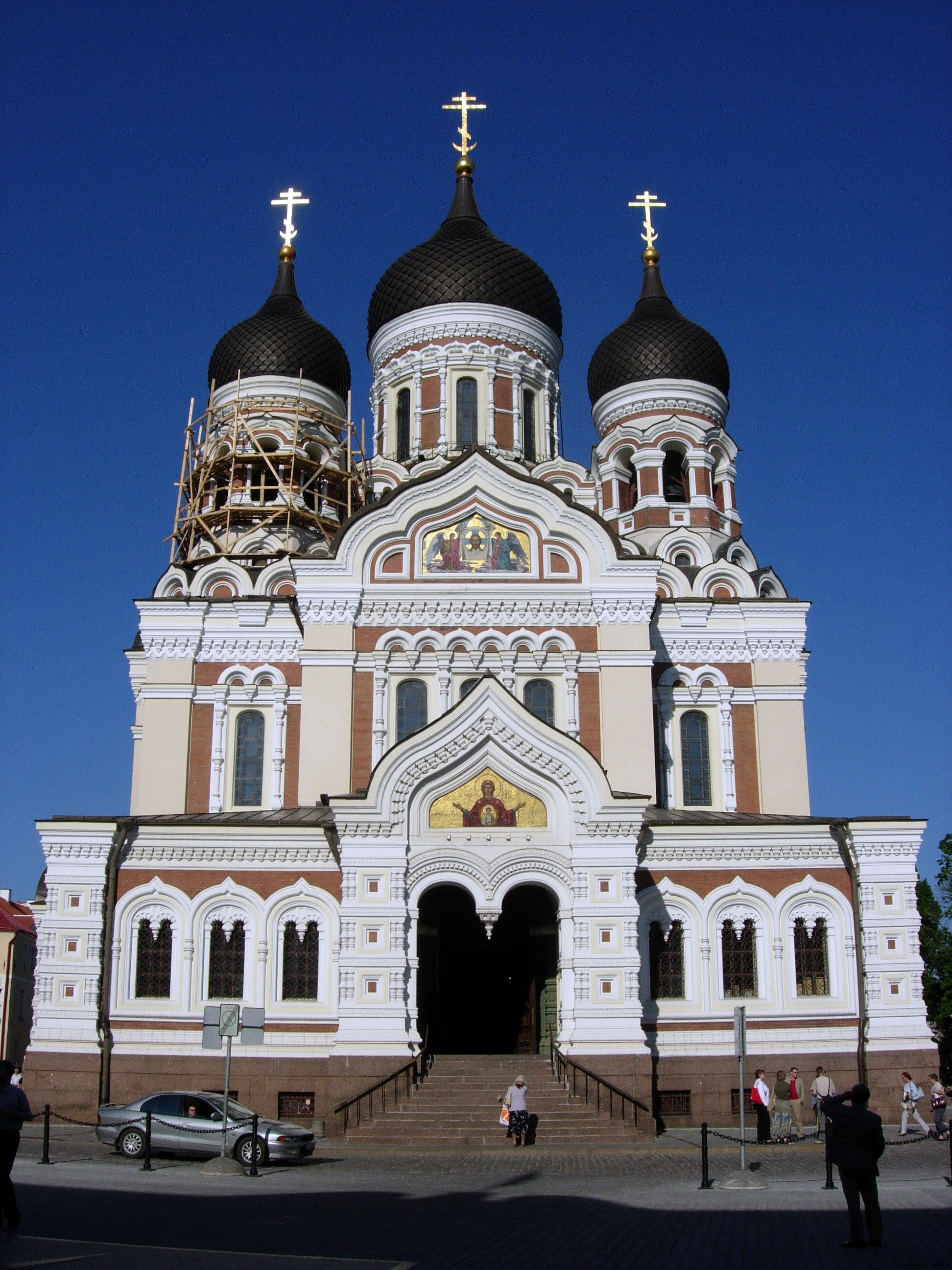
Façade de la cathédrale.

Elle fut financée grâce aux dons de riches personnages des guildes marchandes (comme Vassili Orlov, Ivan Gordeïev ou Pierre Abrossimov) et vouée à saint Alexandre Nevski, patron du défunt tsar Alexandre III pour rendre grâces du fait qu'il avait été sauvé d'un accident ferroviaire survenu le 17 octobre 1888. Entretemps, Nicolas II avait succédé à son père et le projet, qui avait été retardé à cause d'avis divergents quant au choix de l'emplacement, aboutit enfin. L'intérieur qui peut contenir 1 500 fidèles est décoré d'une iconostase en partie en marbre, de vitraux et d'un grand nombre d'icônes. L'extérieur a un aspect de style moscovite, avec des panneaux de mosaïques de Frolov. La cathédrale fut solennellement consacrée le 30 mai 1900 en présence de plusieurs évêques. La communauté paroissiale était russe et était issue de la cathédrale de la Transfiguration qui fut alors donnée à la nouvelle paroisse orthodoxe des Estoniens de souche.
À l'indépendance de l'Estonie, après la Première Guerre mondiale, les autorités estoniennes voulurent la démolir car elle était le symbole d'une période d'oppression. Mais le nombre de réfugiés russes était important dans la capitale, après la révolution bolchévique (dont la famille du futur patriarche Alexis II qui deviendra prêtre puis évêque en Estonie) et la cathédrale en fut pas démolie. Elle fut fermée par les autorités allemandes qui envahirent l'Estonie en 1941 dont ils firent le Reichskommissariat Ostland.
Elle rouvrit après la guerre, mais les autorités municipales de la capitale de la république socialiste soviétique d'Estonie voulurent la transformer en planétarium. Là encore le projet n'aboutit pas. Dix ans après l'indépendance, que les nouvelles autorités d'Estonie enregistrèrent officiellement la paroisse de la cathédrale, devenue le siège de l'Église orthodoxe estonienne, filiale du patriarcat de Moscou, dont un de ses fils était alors à la tête (Alexis II né Alexis von Ridiger). Il avait autrefois été servant d'autel de cette cathédrale.